# Josef Terboven
Josef Terboven (ur. 23 maja 1898 w Essen, zm. 8 maja 1945 w Skaugum) – zbrodniarz hitlerowski, Komisarz Rzeszy w okupowanej Norwegii i SA-Obergruppenführer, w latach 1940–1942 premier Norwegii.
Urodził się w Essen i walczył w I wojnie światowej (otrzymał Krzyż Żelazny za swoją służbę). Następnie studiował prawo i politologię na uniwersytetach w Monachium i Fryburgu, gdzie po raz pierwszy związał się z radykalnymi ruchami nacjonalistycznymi. W 1923 Terboven brał udział w puczu monachijskim. Następnie pracował w banku do 1925. W latach 20. wstąpił do NSDAP i SA, a w 1928 brał udział w tworzeniu struktur partii narodowosocjalistycznej w Essen, zostając mianowany miejscowym gauleiterem. W 1930 wybrany został do Reichstagu z okręgu wyborczego Zachodni Düsseldorf, a w 1933 został także członkiem pruskiej Rady Stanu. Wreszcie 5 lutego 1935 Terbovena powołano na stanowisko nadprezydenta pruskiej prowincji Nadrenii, gdzie zyskał sobie opinię bezwzględnego organizatora.
Po wybuchu II wojny światowej, we wrześniu 1939, został Komisarzem Rzeszy do spraw Obrony i zarządzał Dystryktem Obronnym VI. 24 kwietnia 1940, po inwazji III Rzeszy na Norwegię, Terboven powołany został przez Hitlera na stanowisko Komisarza Rzeszy w tym okupowanym państwie (jednocześnie awansował na SA-Obergruppenführera). Funkcję tę sprawował do końca wojny. Jego zadaniem było wprowadzenie w Norwegii rządów autorytarnych. Terboven wprowadził się do rezydencji norweskiego następcy tronu w Skaugum, a z budynków norweskiego parlamentu uczynił swoją kwaterę generalną. W okresie swoich rządów stał się postacią znienawidzoną przez wielu Norwegów.
Teoretycznie miał współdziałać z kolaboracyjnym rządem Vidkuna Quislinga, ale faktycznie rządził okupowanym krajem samodzielnie, jako bezwzględny dyktator. Nie podlegała mu wprawdzie niemiecka armia (ok. 400 tysięcy ludzi), ale siły, które miał pod sobą liczyły 6 tysięcy ludzi (w tym 800 członków Gestapo). Rządy Terbovena, okrutne i bezlitosne, spotykały się z gorącym poparciem Hitlera. Represje dotykały wszystkich Norwegów, ale szczególnie (po ataku na ZSRR) objęły Żydów. Część z nich została zamordowana lub deportowana do obozów koncentracyjnych w Rzeszy. Wprawdzie istniały w okupowanej Norwegii małe obozy pracy, lecz ambicją Terbovena było utworzenie prawdziwego obozu koncentracyjnego, na wzór tych, które istniały w Niemczech i innych okupowanych państwach. Plany te jednak spaliły na panewce. Pragnął także uczynić z Norwegii ostatni bastion nazizmu, ogromną fortecę, lecz i to nie doszło do skutku.
Po klęsce Rzeszy, 8 maja 1945, Josef Terboven popełnił samobójstwo, wysadzając się w powietrze w bunkrze wybudowanym pod pałacem w Skaugum. Wcześniej tego samego dnia w bunkrze tym zastrzelił się dowódca SS w Norwegii, gen. Wilhelm Redieß.

## Odznaczenia
- Krzyż Żelazny II Klasy (24 września 1916)[1]
- Krzyż Żelazny I Klasy (wrzesień 1916)[1]
- Krzyż Honorowy dla Walczących na Froncie (1934)[1]
- Odznaka Honorowej Krokwi dla Starej Gwardii (luty 1934)[1]
- Złota Odznaka Partii (27 kwietnia 1935)[1]
- Złota Odznaka Honorowa Hitlerjugend (15 stycznia 1938)[1]
- Krzyż Zasługi Wojennej II klasy[1]
- Krzyż Zasługi Wojennej I klasy z mieczami[1]
- Krzyż Zasługi Wojennej I klasy (15 września 1940)[1]
- Odznaka za 10-letnią Służbę w NSDAP[1]
- Odznaka za 15-letnią Służbę w NSDAP[1]